# Ikaw Lamang
Ikaw Lamang es una serie de televisión filipina transmitida por ABS-CBN desde el 10 de marzo hasta el 24 de octubre de 2014.
La primera etapa es protagonizada por Coco Martin, Kim Chiu y Julia Montes, con las participaciones antagónicas de Jake Cuenca, Ronaldo Valdez y John Estrada. Cuenta además con las actuaciones estelares de Cherie Gil, Cherry Pie Picache, Angel Aquino y Tirso Cruz III.
La segunda etapa es protagonizada por Coco Martin, Kim Chiu y KC Concepcion, con la participación antagónica de Christopher de Leon. Cuenta además con las actuaciones estelares de Amy Austria y Joel Torre.

## Elenco

### Primera etapa
- Coco Martin - Samuel Hidalgo Severino
- Kim Chiu - Isabelle Miraveles
- Julia Montes - Monalisa "Mona" Roque
- Jake Cuenca - Franco Hidalgo Perez
- Tirso Cruz III - Eduardo Hidalgo
- Ronaldo Valdez - Maximo Salazar
- Cherie Gil - Miranda Perez de Hidalgo
- Cherry Pie Picache - Elena Severino
- Angel Aquino - Rebecca de Miraveles
- John Estrada - Gonzalo Miraveles
- Daria Ramirez - Trinidad de Severino
- Spanky Manikan - Damian Severino
- Ronnie Lazaro - Pacquito
- Meryll Soriano - Guadalupe "Lupe" Roque
- Lester Llansang - Calixto de la Cruz
- John Medina - Juancho
- Tiya Pusit - Soledad
- Vangie Labalan - Conchita
- Simon Ibarra - Romeo de la Cruz
- William Lorenzo - Luis San Gabriel
- Menggie Cobarrubias - sacerdote
- Marita Zobel - tia de Rebecca
- Rolly Inocencio - informante de Miranda
- Raquel Monteza - Dra. Borromeo
- Zaijian Jaranilla - Samuel Severino (joven)
- Xyriel Manabat - Monalisa "Mona" Roque (joven)
- Louise Abuel - Franco Hidalgo (joven)
- Alyanna Angeles - Isabelle Miraveles (joven)
- Ella Cruz - Guadalupe "Lupe" Roque (joven)
- JB Agustín - Calixto de la Cruz (joven)
- Jana Casandra Agoncillo - Natalia Hidalgo Miraveles (joven)
- Gabrielle Patrish Nagayama - Andrea Hidalgo Miraveles (bebé)
- Charles Jacob Briz - Gabriel Hidalgo Roque (joven)

### Segunda etapa
- Coco Martin - Gabriel Hidalgo Roque
- Kim Chiu - Andrea Hidalgo Miraveles / Jacqueline "Jacq" Sangalang
- KC Concepcion - Natalia Hidalgo Miraveles
- Christopher de Leon - Franco Hidalgo
- Amy Austria-Ventura - Isabelle Miraveles de Hidalgo
- Joel Torre - Samuel Hidalgo
- Rio Locsin - Guadalupe "Lupe" Roque de la Cruz
- Nonie Buencamino - Calixto de la Cruz
- Mylene Dizon - Tessa
- Smokey Manaloto - Roger Sangalang
- Arlene Muhlach - Esther Sangalang
- Jojit Lorenzo - Mark
- Alora Sasam - Cindy
- Pamu Pamorada - Cherry
- Mikylla Ramirez - Darlene de la Cruz
- Dennis Padilla - Roman
- Rubi Ruiz - Marciana
- Bryan Santos - James
- Yogo Singh - Gabriel Roque Hidalgo (adolescente)
- Charles Jacob Briz - Gabriel Roque Hidalgo (joven)
- Gabrielle Patrish Nagayama - Andrea Hidalgo Miraveles (bebé)
- Jana Casandra Agoncillo - Natalia Hidalgo Miraveles (joven)
- Marlann Flores - Esther Sangalang (joven)
- Neil Coleta - Roger Sangalang (joven)